# ماریو مارین (بازیکن فوتبال)
ماریو مارین (انگلیسی: Mario Marín؛ زادهٔ ۴ آوریل ۱۹۹۱) بازیکن فوتبال اهل اسپانیا است.
از باشگاه‌هایی که در آن بازی کرده‌است می‌توان به باشگاه فوتبال رکریتیوو اوئلوا، باشگاه فوتبال اتلتیکو مادرید بی، و باشگاه فوتبال رئال مورسیا اشاره کرد.